# Смит, Томми (легкоатлет)
Томми Смит (англ. Thomas C. "Tommie" Smith, 6 июня 1944, Экуорт, Техас) — американский легкоатлет (спринтерский бег). Олимпийский чемпион 1968 года (бег на 200 м).

## Спортивная карьера
Установил 4 мировых рекорда: 200 м — 20,0 (1966), 19,8 (1968; с 1977 — 19,83; рекорд продержался до 1979), 400 м — 44,5 (1967) и 440 ярдов — 44,8 (1967).
На церемонии награждения на Олимпийских играх 1968 Томми Смит и бронзовый призёр Джон Карлос во время исполнения американского гимна опустили головы и подняли сжатые кулаки в черных перчатках, на пресс-конференции заявив о протесте против расизма в США; оба спортсмена были исключены из команды.